# Jatikalen (plaats)
Jatikalen is een bestuurslaag in het regentschap Nganjuk van de provincie Oost-Java, Indonesië. Jatikalen telt 3331 inwoners (volkstelling 2010).